# پیتر پرئوتس
پیتر پرِئوتس (اسلوونیایی: Peter Prevc؛ زادهٔ ۲۰ سپتامبر ۱۹۹۲) ورزشکار اسکی پرشی اهل اسلوونی است. او دارای یک مدال نقره و یک مدال برنز المپیک زمستانی ۲۰۱۴ سوچی است.